# Stigmidium peltideae
Stigmidium peltideae är en lavart som först beskrevs av Vain., och fick sitt nu gällande namn av R. Sant. 1960. Stigmidium peltideae ingår i släktet Stigmidium och familjen Mycosphaerellaceae.  Arten är reproducerande i Sverige. Inga underarter finns listade i Catalogue of Life.